# 莲下信号场
蓮下信号场是位于韩国江原道寧越郡寧越邑蓮下里的一座号志站，属于太白线。

## 历史
- 1957年3月10日 - 落成使用。

## 邻近车站
韩国铁道公社
太白線
炭釜信号场 - 蓮下信号场 - 石项站